# 4thアルバム（仮）
『4thアルバム（仮）』（フォースアルバムかっこかり）は、日本の女性アイドルグループ『アップアップガールズ（仮）』の4枚目のアルバム。2017年8月29日にタワーレコードのアイドル専門インディーズレーベル『T-Palette Records』より発売された。

## 概要
- 仙石みなみと佐藤綾乃にとっては卒業前最後の参加作品。

## 収録曲
1. パーリーピーポーエイリアン
  - 作詞：NOBE、作曲・編曲：michitomo
  - 20thシングル。
2. アッパーディスコ
  - 作詞・作曲・編曲：PandaBoY
  - 22ndシングル。
3. !!!!!!!!
  - 作詞・作曲：大森靖子、編曲：michitomo
  - 21stシングル。
4. FOREVER YOUNG
  - 作詞：NOBE、作曲・編曲：michitomo
  - 22ndシングル。
5. Shout!!!!!!!
  - 作詞・作曲・編曲：michitomo
  - 20thシングルの初回限定盤Aに収録されたボーナストラック。
6. 青春の涙
  - 作詞：ヒワタリスツカ、作曲・編曲：Ryuichi Kawasaki
  - 20thシングルの初回限定盤Bに収録されたボーナストラック。
7. Future&Past
  - 作詞：ヒワタリスツカ、作曲・編曲：michitomo
  - 21stシングルの通常盤Bに収録された楽曲。
8. FLASH
  - 作詞：山本メーコ、作曲・編曲：y0c1e
  - 22ndシングルの通常盤Aに収録された楽曲。
9. セブン☆ピース
  - 作詞・作曲・編曲：PandaBoY
  - 20thシングル。
10. アッパーレー
  - 作詞：NOBE、作曲・編曲：michitomo
  - 20thシングルの通常盤に収録されたボーナストラック。
11. 君という仮説
  - 作詞：児玉雨子、作曲・編曲：michitomo
  - 21stシングル。
12. Way of Our Life
  - 作詞・作曲・編曲：fu_mou
  - 新曲。

### 初回限定盤付属CD DISC2
1. サムライドル 〜武士女道の上より〜 / 仙石みなみ
  - 作詞・作曲：michitomo、編曲：KOJI oba
2. ダーリンはロストチャイルド / 古川小夏
  - 作詞：琴織、作曲：michitomo、編曲：KOJI oba
3. メガモリッ!ma vie!! / 森咲樹
  - 作詞：NOBE、作曲：michitomo、編曲：KOJI oba
4. スタートライン / 佐藤綾乃
  - 作詞：佐藤綾乃、作曲：michitomo、編曲：かずぼーい
5. My World / 佐保明梨
  - 作詞：Row、作曲・編曲：Red-T
6. キミイロスカイ / 関根梓
  - 作詞・作曲・編曲：lapix
7. ショートカットに片想い / 新井愛瞳
  - 作詞：NOBE、作曲：michitomo、編曲：かずぼーい / michitomo

## リリース日一覧
| 地域 | リリース日    | レーベル          | 規格                   | カタログ番号 |
| ---- | ------------- | ----------------- | ---------------------- | ------------ |
| 日本 | 2017年8月29日 | T-Palette Records | CD2枚（初回限定盤）    | TPRC-0185/6  |
| 日本 | 2017年8月29日 | T-Palette Records | CD（通常盤）           | TPRC-0184    |
| 日本 | 2017年8月29日 | T-Palette Records | デジタル・ダウンロード | -            |